# 壁虎人
壁虎人是一部于2006年发行的马来西亚喜剧超人电影。这是第一部使用超人主题的马来西亚电影，并采用近40％CGI模式画面制作。电影导演是KRU会员Yusry和喜剧演员赛夫阿伯。